# Яношево
 Тази статия е за селото в Северна Македония.  За селото в Гърция вижте Янешево.  
Яношево или Енешево (на македонска литературна норма: Јаношево) е село в Северна Македония, в община Неготино.

## География
Селото се намира на около 18 километра северно от общинския център Неготино, по горното течение на реката Слатина, в подножието на Куртепе.

## История
Според статистиката на Васил Кънчов („Македония. Етнография и статистика“) от 1900 година Енеш Оба има 250 жители турци.
При избухването на Балканската война в 1912 година 6 души от Енешево са доброволци в Македоно-одринското опълчение. През войната в селото влизат сръбски части и след Междусъюзническата война в 1913 година то остава в Сърбия.
На етническата си карта от 1927 година Леонард Шулце Йена показва Енеш Оба (Eneš Oba) като турско село.